# Jadran Zonjić
Jadran Zonjić (10. rujna 1996.), hrvatski reprezentativni kajakaš i kanuist. 
2018. godine je na Europskom prvenstva u kajak-kanu za juniore i mlađe seniore u spustu na divljim vodama koje se održava u Skopju, u konkurenciji športaša do 23 godine u disciplini 3 X C - 2 skupa s Lukom Obadićem i Ivanom Tolićem osvojio srebrnu medalju.
25. – 28. srpnja 2019. godine na Svjetskom juniorskom prvenstvu i prvenstvu mlađih seniora (do 23) u kajak-kanu spustu na divljim vodama koje se održalo na Vrbasu kod Banje Luke, u disciplini 3xC1 sprint kao dio posade Luka Obadić-Ivan Tolić-Jadran Zonjić bio je četvrti.